# فرودگاه کلینگ لیک
فرودگاه کلینگ لیک (به انگلیسی: Calling Lake Airport) یک فرودگاه همگانی است که یک باند فرود چمن دارد و طول باند آن ۸۹۹ متر است. این فرودگاه در کشور کانادا قرار دارد و در ارتفاع ۶۳۸ متری از سطح دریا واقع شده‌است.